# Fiji op de Olympische Zomerspelen 1992
Fiji nam deel aan de Olympische Zomerspelen 1992 in Barcelona, Spanje. Ook de achtste deelname aan de Olympische Zomerspelen bleef zonder medailles.

## Deelnemers en resultaten

### Atletiek
| Olympiër               | Onderdeel              | Resultaat | Prestatie                             |
| ---------------------- | ---------------------- | --------- | ------------------------------------- |
| Gabriele Qoro          | 100m (m)               | 68e       | serie 5: 7de in 11,14                 |
| Apisai Driu Baibai     | 200m (m)               | 63e       | serie 1: 6de in 22,07                 |
| Apisai Driu Baibai     | 400m (m)               | 52e       | serie 7: 5de in 47,81                 |
| Binesh Prasad          | 10000m (m)             | 50e       | serie 2: 28ste in 31.46,19            |
| Albert Miller          | 110m horden (m)        | 38e       | serie 1: 8ste in 14,88                |
| Autiko Daunakamakama   | 400m horden (m)        | 40e       | serie 3: 7de in 53,90                 |
| Davendra Prakash Singh | 3000m steeplechase (m) | 30e       | serie 1: 10de in 9.07,49              |
| Binesh Prasad          | marathon (m)           | DNF       | niet gefinisht                        |
| Gabriele Qoro          | verspringen (m)        | 39e       | kwalificatie groep B: 21ste met 7,22m |
| Albert Miller          | tienkamp (m)           | 24e       | 6971 punten                           |
|                        |                        |           |                                       |
| Vaciseva Tavaga        | 100m (v)               | 49e       | serie 3: 8ste in 12,47                |
| Vaciseva Tavaga        | 200m (v)               | 45e       | serie 1: 7de in 25,07                 |

### Judo
| Olympiër                     | Onderdeel | Resultaat | Prestatie |
| ---------------------------- | --------- | --------- | --------- |
| Nacanieli Takayawa-Qerawaqa  | -78kg (m) | 34e       |           |
| Aporosa Boginisoko           | -86kg (m) | 21e       |           |
|                              |           |           |           |
| Laisa Laveti Tuifagalele     | -66kg (m) | 16e       |           |
| Asenaca Lesivakaruakitotoiya | -72kg (m) | 16e       |           |

### Zeilen
| Olympiër                                  | Onderdeel         | Resultaat | Prestatie                               |
| ----------------------------------------- | ----------------- | --------- | --------------------------------------- |
| Tony Philp                                | Lechner A-390 (m) | 10e       | 152 punten: (1-25-10-16-9-2-9-17-24-22) |
|                                           |                   |           |                                         |
| Colin Dunlop Colin Philp, Sr. David Philp | soling            | 23e       | 141 punten: (23-23-20-23-24-22)         |

### Zwemmen
| Olympiër         | Onderdeel            | Resultaat | Prestatie               |
| ---------------- | -------------------- | --------- | ----------------------- |
| Foy Gordon Chung | 50m vrije slag (m)   | 70e       | serie 1: 5de in 28,75   |
| Carl Probert     | 50m vrije slag (m)   | 65e       | serie 2: 4de in 26,31   |
| Foy Gordon Chung | 100m vrije slag (m)  | 73e       | serie 1: 5de in 1.03,95 |
| Carl Probert     | 100m vrije slag (m)  | 71e       | serie 2: 7de in 57,25   |
| Carl Probert     | 200m vrije slag (m)  | 50e       | serie 1: 3de in 2.04,52 |
| Carl Probert     | 100m rugslag (m)     | 50e       | serie 1: 3de in 1.04,92 |
| Carl Probert     | 200m rugslag (m)     | 42e       | serie 1: 5de in 2.22,54 |
| Foy Gordon Chung | 100m schoolslag (m)  | 54e       | serie 1: 3de in 1.13,51 |
| Foy Gordon Chung | 200m schoolslag (m)  | 50e       | serie 1: 4de in 2.41,40 |
| Carl Probert     | 200m wisselslag (m)  | 48e       | serie 1: 2de in 2.22,09 |
|                  |                      |           |                         |
| Sharon Pickering | 50m vrije slag (v)   | 50e       | serie 1: 3de in 28,90   |
| Sharon Pickering | 100m vrije slag (v)  | 50e       | serie 1: 5de in 1.01,42 |
| Sharon Pickering | 200m vrije slag (v)  | 42e       | serie 1: 5de in 2.12,43 |
| Sharon Pickering | 100m vlinderslag (v) | 50e       | serie 1: 2de in 1.06,35 |
| Sharon Pickering | 200m wisselslag (v)  | 42e       | serie 1: 3de in 2.30,11 |

Albanië · Algerije · Amerikaanse Maagdeneilanden · Amerikaans-Samoa · Andorra · Angola · Antigua en Barbuda · Argentinië · Aruba · Australië · Bahama's · Bahrein · Bangladesh · Barbados · België · Belize · Benin · Bermuda · Bhutan · Bolivia · Bosnië en Herzegovina · Botswana · Brazilië · Britse Maagdeneilanden · Bulgarije · Burkina Faso · Canada · Centraal-Afrikaanse Republiek · Chili · China · Chinees Taipei · Colombia · Congo-Brazzaville · Cookeilanden · Costa Rica · Cuba · Cyprus · Denemarken · Djibouti · Dominicaanse Republiek · Duitsland · Ecuador · Egypte · El Salvador · Equatoriaal-Guinea · Estland · Ethiopië · Fiji · Filipijnen · Finland · Frankrijk · Gabon · Gambia · Gezamenlijk team · Ghana · Grenada · Griekenland · Groot-Brittannië · Guam · Guatemala · Guinee · Guyana · Haïti · Honduras · Hongarije · Hongkong · Ierland · IJsland · India · Indonesië · Irak · Iran · Israël · Italië · Ivoorkust · Jamaica · Japan · Jemen · Jordanië · Kaaimaneilanden · Kameroen · Kenia · Koeweit · Kroatië · Laos · Lesotho · Letland · Libanon · Libië · Liechtenstein · Litouwen · Luxemburg · Madagaskar · Malawi · Malediven · Maleisië · Mali · Malta · Marokko · Mauritanië · Mauritius · Mexico · Monaco · Mongolië · Mozambique · Myanmar · Namibië · Nederland · Nederlandse Antillen · Nepal · Nicaragua · Nieuw-Zeeland · Niger · Nigeria · Noord-Korea · Noorwegen · Oeganda · Oman · Oostenrijk · Pakistan · Panama · Papoea-Nieuw-Guinea · Paraguay · Peru · Polen · Portugal · Puerto Rico · Qatar · Roemenië · Rwanda · Saint Vincent‑Grenadines · Salomonseilanden · Samoa · San Marino · Saoedi-Arabië · Senegal · Seychellen · Sierra Leone · Singapore · Slovenië · Soedan · Spanje · Sri Lanka · Suriname · Swaziland · Syrië · Tanzania · Thailand · Togo · Tonga · Trinidad en Tobago · Tsjaad · Tsjecho-Slowakije · Tunesië · Turkije · Uruguay · Vanuatu · Venezuela · Verenigde Arabische Emiraten · Verenigde Staten · Vietnam · Zaïre · Zambia · Zimbabwe · Zuid-Afrika · Zuid-Korea · Zweden · Zwitserland · Onafhankelijke olympische deelnemers